# غوردون فيريس
غوردون فيريس (بالإنجليزية: Gordon Ferris)‏ (21 نوفمبر 1952 في المملكة المتحدة - ) هو ملاكم بريطاني، صنّف ضمن فئة وزن ثقيل.

## إحصائيات
خاض خلال مسيرته 26 نزالا، فاز في 20 ولم يتعادل وخسر في 6. فاز بالضربة القاضية في 11 نزالا.